# Stigmella eberhardi
Stigmella eberhardi là một loài bướm đêm thuộc họ Nepticulidae. Nó có mặt phổ biến ở vùng Địa Trung Hải, phía bắc đến miền nam trung Âu. Nó cũng được tìm thấy ở Cộng hòa Séc và Slovakia, Áo, Hungary, tây nam Pháp, Tây Ban Nha, Bồ Đào Nha, Ý, Sardinia, Slovenia, Croatia, Macedonia, Hy Lạp và Thổ Nhĩ Kỳ.
Sải cánh dài 4.9-6.8 mm. Con trưởng thành bay từ tháng 4 đến tháng 9. Có hai lứa trưởng thành một năm.
Ấu trùng ăn Quercus ilex, Quercus petraea, Quercus pubescens, Quercus pyrenaica, Quercus robur và Quercus suber. Chúng ăn lá nơi chúng làm tổ. Kén của chúng không thể phân biệt với kén của Stigmella roborella và Stigmella atricapitella.